# Tadeusz Bohdan Zieliński
Tadeusz Bohdan Zieliński (ur. 11 lipca 1914 w Konstancinie, zm. 10 czerwca 1986 w Warszawie) – polski architekt, wykładowca akademicki, członek Oddziału Warszawskiego SARP, laureat honorowej nagrody SARP (1979).

## Życiorys
Był synem architekta Tadeusza Zielińskiego. Uczył się w Państwowym Gimnazjum im. Stefana Batorego w Warszawie. Ukończył studia na Akademii Sztuk Pięknych w 1935 r. oraz na Wydziale Architektury Politechniki Warszawskiej, na której potajemnie kontynuował studia w trakcie II wojny światowej. Zawodowo współpracował z pracowniami architektów, takich jak: Romuald Gutt, Bohdan Pniewski, Adolf Szyszko-Bohusz i J. Makowiecki (1936–1940), z SPB – pracownią Bohdana Pniewskiego (1945–1946), a także z Działem Ochrony Zabytków Ministerstwa Kultury i Sztuki (1946–1948), Biurem Odbudowy Stolicy (1948–1950), Pracowniami Doświadczalnymi ASP w Warszawie (1950–1984).
Został odznaczony Złotą odznaką SARP w 1965 r. oraz był laureatem Honorowej Nagrody SARP w 1979 r. Był również członkiem Rady SARP od 1957 r. oraz sekretarzem Oddziału Warszawskiego SARP (1963–1965). Otrzymał tytuł profesora Akademii Sztuk Pięknych w Warszawie w 1971 i Politechniki Białostockiej w 1977 r.
Pochowany został na cmentarzu Powązki Wojskowe w Warszawie (kwatera A19-lewe półkole-1).

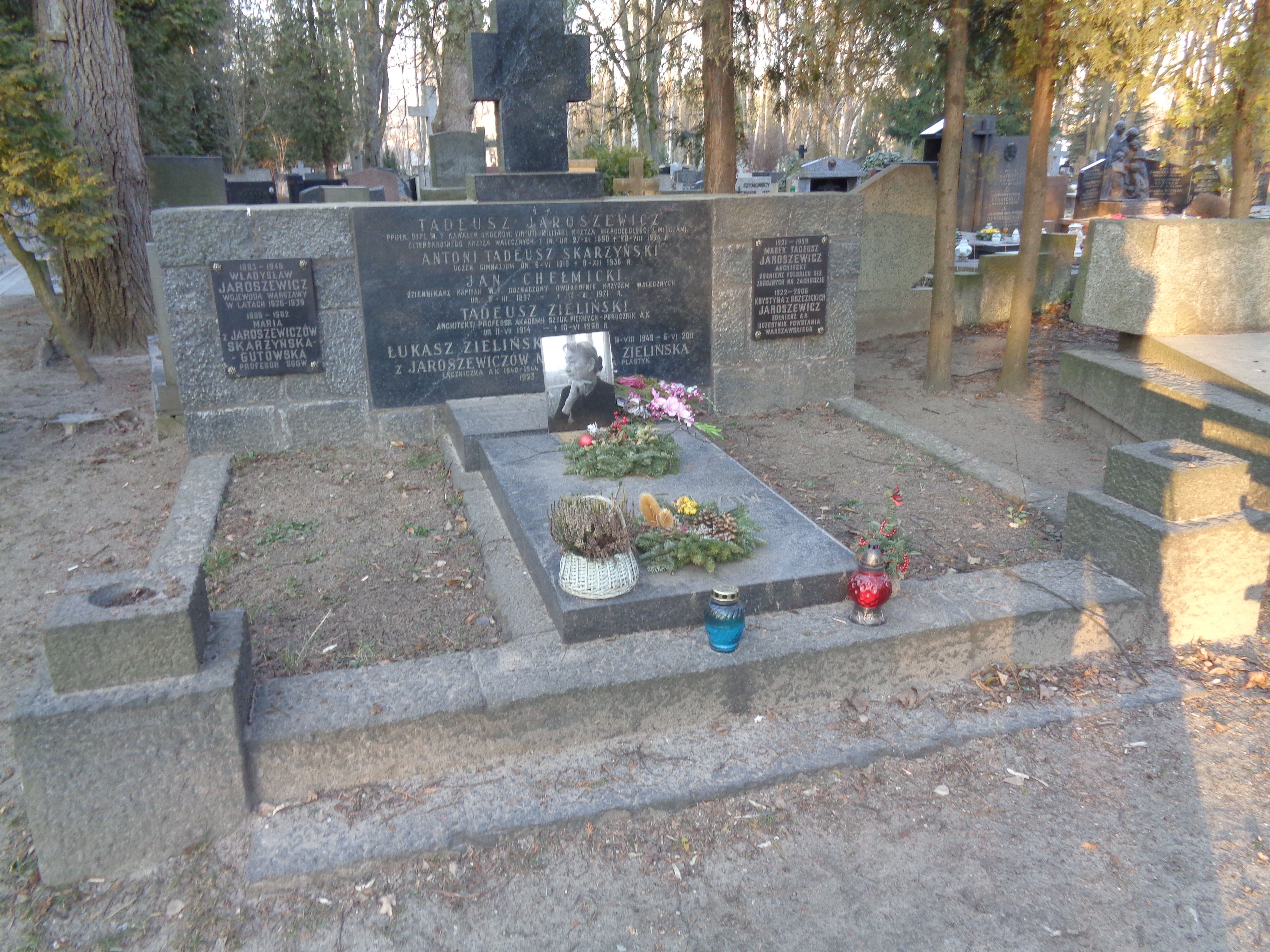
Grób Tadeusza Bohdana Zielińskiego na Cmentarzu Wojskowym na Powązkach

## Realizacje
- Muzeum Ziemi w Warszawie (1946–1948);
- Restauracja Pałacyku Branickich, Al. Na Skarpie 20/26 w Warszawie (1948–1950) – współautor Z. Karpiński;
- Budynek Naczelnej Organizacji Technicznej i Państwowego Wydawnictwa Technicznego, ul Świętokrzyska 14 w Warszawie – współautor Z. Karpiński;
- Gmach Polskich Wydawnictw Gospodarczych – Motozbyt, ul. Świetokrzyska 16 w Warszawie (1949) – współautor Z. Karpiński;
- Biurowiec Metalexportu, ul. Mokotowska 49 w Warszawie (1950) – współautor Z. Karpiński;
- Zabudowa mieszkaniowa SM MKiS, Rondo Waszyngtona w Warszawie;
- Hotel Urzędu Rady Ministrów „Klonowa”, ul. Klonowa 10 w Warszawie – współautorzy: Zdzisław Hałasa, Eugeniusz Karwatka, Ryszard Skarżyński;
- Ambasada Chińska w Warszawie (1958) – współautorzy: Romuald Gutt, Aleksander Kobzdej, Michał Glinka, Michał Gutt – nagroda KUA I stopnia (1958);
- Kompozycja przestrzenno-ogrodowa Ambasady Chińskiej w Warszawie (1960) – współautorzy: Alina Scholtz, Romuald Gutt – nagroda KBUA I stopnia (1960);
- Dom wielorodzinny SM Nauczycielska, ul. Matejki 4 w Warszawie (1966–1967) – współautor R. Gutt
- Ambasada Polski w Pjongjangu (1965–1971) – współautorzy: M. Gutt, W. Nowak[1][2].